# Arrondissement de Santhia
L'arrondissement de Santhia est une ancienne subdivision administrative française du département de la Sézia créée le 11 septembre 1802 dans le cadre de la nouvelle organisation administrative mise en place par Napoléon Ier en Italie et supprimé le 11 avril 1814, après la chute de l'Empire.

## Composition
L'arrondissement de Santhia comprenait les cantons de Buronzo, Cigliano, Crescentino, Livorno Ferraris et Santhià.